# Puchar Trzech Narodów 2003
Puchar Trzech Narodów 2003 (2003 Tri Nations Series) – ósma edycja Pucharu Trzech Narodów, corocznego turnieju w rugby union rozgrywanego pomiędzy zrzeszonymi w SANZAR trzema najlepszymi zespołami narodowymi półkuli południowej – Australii, Nowej Zelandii i RPA. Turniej odbywał się systemem kołowym pomiędzy 12 lipca a 16 sierpnia 2003 roku.
Zwycięzca meczu zyskiwał cztery punkty, za remis przysługiwały dwa punkty, porażka nie była punktowana, a zdobycie przynajmniej czterech przyłożeń lub przegrana nie więcej niż siedmioma punktami premiowana była natomiast punktem bonusowym.
Do otwierającego turniej spotkania reprezentanci RPA przystępowali po serii słabych występów w czerwcowych testmeczach. Wyróżniający się na boisku Brent Russell zdobył jedno przyłożenie i walnie przyczynił się do drugiego, jednak decydujące były celne kopy Louisa Koena. Mimo iż Australijczycy zdobyli więcej przyłożeń, ich błędy i brak dyscypliny powodowały oddawanie przeciwnikom inicjatywy bądź punktów z rzutów karnych, także podczas gry w liczebnej przewadze. Już po meczu Lote Tuqiri został ukarany żółtą kartką za uderzenie przeciwnika nie wychwycone przez arbitrów.
Nadzieje na udany turniej zostały rozwiane już tydzień później, bowiem w drugim domowym spotkaniu Springboks doznali rekordowej porażki z Nowozelandczykami. All Blacks bezlitośnie wykorzystywali każdy błąd rywali i ich słabą obronę zdobywając siedem przyłożeń, przy czym obaj skrzydłowi zaliczyli po dwa. Aktywni w przebijaniu się przez linię przeciwnika byli też Mils Muliaina, Tana Umaga czy Chris Jack, zaś przebieg gry kontrolował Carlos Spencer, który jednak nie miał jednak dobrego dnia w kopach na słupy pudłując sześć z nich. Piłkę na polu punktowym rywali udało się Południowoafrykańczykom przyłożyć tylko raz, podczas gry w przewadze, resztę punktów zdobyli dzięki celności Koena.
Kolejne pięćdziesiąt punktów Nowozelandczycy zaliczyli w kolejnym meczu, a mimo iż nie wygrali go rekordową różnicą punktów, jednak jeszcze nigdy tylu w Australii nie zdobyli. Ponad osiemdziesiąt tysięcy widzów obejrzało łącznie dziesięć przyłożeń i dobrą grę szczególnie obu formacji ataku. Pierwsi punktowali Wallabies, a na ich osiem punktów tyloma też odpowiedzieli reprezentanci Nowej Zelandii i wynik do trzydziestej minuty był remisowy. Gdy Wendell Sailor otrzymał dziesięciominutową karę, inicjatywę uzyskali All Blacks dwukrotnie wówczas wdzierając się na pole punktowe przeciwników. Australijczycy musieli zatem próbować gonić wynik, jednak ich rywale nie zwolnili tempa. Pięćdziesiąty występ w testmeczu Umaga uczcił jednym z siedmiu przyłożeń swojego zespołu, zaś hat-tricka zdobył Joe Rokocoko.
W rozegranym w Brisbane pojedynku Australijczycy przerwali trzymeczową passę porażek pokonując Springboks dwudziestoma punktami, wynik jednak nie odzwierciedlał wyrównanej gry zespołów. Elton Flatley nie pomylił się w żadnej z siedmiu prób, a dwa przyłożenia zdobyli Mat Rogers i szczególnie wyróżniający się Phil Waugh. Południowoafrykańczycy odpowiedzieli jedynie trzema kopami Koena, jednak ich szanse ograniczyły dwie żółte kartki.
Nowozelandczycy, którzy rozgromili swoich rywali na wyjeździe, ostatnie dwa mecze turnieju rozegrali u siebie. W pierwszym z nich reprezentanci RPA wystawili przeciw gospodarzom silną obronę, toteż wynik do przerwy oscylował na granicy remisu, w drugiej połowie padły jedynie punkty z karnych, których beneficjentami byli All Blacks. Rokocoko kontynuował swoją serię przyłożeń, zdobywając jedenaste w szóstym występie, pozostałe punkty ze stuprocentową skutecznością zdobył Spencer. Dobre spotkanie rozegrała formacja młyna Springboks dowodzona przez Corne Krige'a, celność zawiodła natomiast Koena, zarówno z karnych, jak i dropgoli. Ozdobą meczu było zaś przyłożenie południowoafrykańskiego filara młyna, który przebiegł z piłką pół boiska. Ciężko wywalczonym zwycięstwem Nowozelandczycy zapewnili sobie jednak końcowy triumf już w tym spotkaniu.
Finałowy mecz tej edycji odbył się na Eden Park w Auckland, a padający deszcz nie sprzyjał efektownej grze formacji ataku, przyczyniając się do błędów w grze ręką i w konsekwencji zespoły często korzystały z przekopywania piłki na terytorium przeciwnika. Dobra gra Muliainy, Richiego McCawa, Kevena Mealamu i Jerry’ego Collinsa pozwoliły na dwukrotnie przebicie się na pole punktowe rywali Douga Howletta, dzięki kopom Flatleya goście jednak utrzymywali się w meczu. Podobnie jak tydzień wcześniej Nowozelandczycy zdobyli w drugiej połowie tylko sześć punktów z karnych, zaś dwukrotnie sędzia telewizyjny uznał za nieprawidłowe próby przyłożeń australijskich reprezentantów Nathana Sharpe’a i Stephena Larkhama. Ostatnie dwadzieścia minut gry minęło pod znakiem ciągłych ataków Australijczyków zakończone udanym przyłożeniem George’a Smitha, jednak nowozelandzka obrona nie pozwoliła już Wallabies na zdobycie dających zwycięstwo punktów. Turniej po raz drugi z rzędu wygrała zatem drużyna Nowej Zelandii, nie odnosząc przy tym żadnej porażki – wyczyn ten ostatni raz nastąpił za sprawą Springboks pięć lat wcześniej. Zwycięstwo w obu meczach z Australią oznaczało jednocześnie odzyskanie Bledisloe Cup po raz pierwszy od 1997 roku.

## Mecze
| 12 lipca 200315:00 | Południowa Afryka                             | 26:22(20:10) | Australia                                            | Newlands Stadium, Kapsztad Widzów: 48 678 Sędzia: Steve Walsh |
| 12 lipca 200315:00 | Koen 16 (2pd 4K) Russell 5 (P) Matfield 5 (P) | 26:22(20:10) | Burke 7 (2pd dg) Roff 5 (P) Waugh 5 (P) Sailor 5 (P) | Newlands Stadium, Kapsztad Widzów: 48 678 Sędzia: Steve Walsh |
| 12 lipca 200315:00 | Barry                                         | 26:22(20:10) |                                                      | Newlands Stadium, Kapsztad Widzów: 48 678 Sędzia: Steve Walsh |

| 19 lipca 200315:00 | Południowa Afryka                 | 16:52(9:22) | Nowa Zelandia                                                                    | Loftus Versfeld Stadium, Pretoria Widzów: 50 008 Sędzia: Alain Rolland |
| 19 lipca 200315:00 | Koen 11 (pd dg 2K) Willemse 5 (P) | 16:52(9:22) | Spencer 22 (P 4pd 3K) Mauger 5 (P) Howlett 10 (2P) Rokocoko 10 (2P) Meeuws 5 (P) | Loftus Versfeld Stadium, Pretoria Widzów: 50 008 Sędzia: Alain Rolland |
| 19 lipca 200315:00 | Meeuws                            | 16:52(9:22) |                                                                                  | Loftus Versfeld Stadium, Pretoria Widzów: 50 008 Sędzia: Alain Rolland |

| 26 lipca 200320:05 | Australia                                 | 21:50(11:23) | Nowa Zelandia                                                                               | Stadium Australia, Sydney Widzów: 82 096 Sędzia: Tony Spreadbury |
| 26 lipca 200320:05 | Burke 11 (P 2K) Rogers 5 (P) Sailor 5 (P) | 21:50(11:23) | Spencer 13 (2pd 3K) Mauger 5 (P) Howlett 5 (P) Rokocoko 15 (3P) Carter 7 (P pd) Umaga 5 (P) | Stadium Australia, Sydney Widzów: 82 096 Sędzia: Tony Spreadbury |
| 26 lipca 200320:05 | Sailor                                    | 21:50(11:23) |                                                                                             | Stadium Australia, Sydney Widzów: 82 096 Sędzia: Tony Spreadbury |

| 2 sierpnia 200320:05 | Australia                                    | 29:9(6:6) | Południowa Afryka | Lang Park, Brisbane Widzów: 51 188 Sędzia: Paddy O’Brien |
| 2 sierpnia 200320:05 | Rogers 5 (P) Flatley 19 (2pd 5K) Waugh 5 (P) | 29:9(6:6) | Koen 9 (3K)       | Lang Park, Brisbane Widzów: 51 188 Sędzia: Paddy O’Brien |
| 2 sierpnia 200320:05 | Coetzee · Kempson                            | 29:9(6:6) |                   | Lang Park, Brisbane Widzów: 51 188 Sędzia: Paddy O’Brien |

| 9 sierpnia 200319:35 | Nowa Zelandia                     | 19:11(13:11) | Południowa Afryka       | Carisbrook, Dunedin Widzów: 37 000 Sędzia: Peter Marshall |
| 9 sierpnia 200319:35 | Spencer 14 (pd 4K) Rokocoko 5 (P) | 19:11(13:11) | Koen 6 (2K) Bands 5 (P) | Carisbrook, Dunedin Widzów: 37 000 Sędzia: Peter Marshall |

| 16 sierpnia 200319:35 | Nowa Zelandia                      | 21:17(15:9) | Australia                   | Eden Park, Auckland Widzów: 50 000 Sędzia: Jonathan Kaplan |
| 16 sierpnia 200319:35 | Spencer 11 (pd 3K) Howlett 10 (2P) | 21:17(15:9) | Flatley 12 (4K) Smith 5 (P) | Eden Park, Auckland Widzów: 50 000 Sędzia: Jonathan Kaplan |